# Грб Сирије
Грб Сирије је званични хералдички симбол Сиријске Арапске Републике. Грб је усвојен 3. јула 2025. године. Претходни грб се привремено користио након свргавања Башара ал Асада.
Темељни део грба је соко Курејша, амблем Мухамедовог племена, златне боје, са три звезде изнад главе. Крила се састоје од 14 пера, која симболизују 14 сиријских гуверната.

## Историјски грбови
Док је Сирија била у унији са Египтом унутар Уједињене Арапске Републике од 1958. до 1961. године, грб државе био је панарапски симбол, Саладинов орао. Иако је Сирија изишла из Уније 1961, наставила је да користи овај грб све до 1971. године.
Док је Сирија била део лабаве уније са Египтом и Либијом, зване Федерација Арапских Република, од 1972. до 1977. године, Сирија је у употреби имала грб соко Курејша.

## Галерија
- Грб Сирије (1930—1958. и 1961—1963)
- Грб Уједињене Арапске Републике (1958—1961)
- Грб Федерације Арапских Република (1972—1977)
- Грб Федерације Арапских Република (1980—2024)
- Грб Сиријске Арапске Републике (2024—2025)